# واسیلیسا باردینا
 واسیلیسا باردینا (روسی: Василиса Алексеевна Бардина؛ زادهٔ ۳۰ november ۱۹۸۷ (۳۷ سال)) یک تنیس‌باز اهل روسیه است.